# Henry John Kavanagh
Pour les articles homonymes, voir Kavanagh.
Henry John Kavanagh (30 octobre 1850, Québec, Canada-Est, Province du Canada - 17 septembre 1929, Montréal, Québec, Canada) est un avocat et un juriste irlando-québécois. Il a été bâtonnier du Québec.

## Origine et formation
Henry John Kavanagh est né dans la Ville de Québec au sein d'une famille catholique d'origine irlandaise. On lui connait deux frères, R. P. et S. J. Kavanagh, ainsi que deux sœurs, dont l'une se nomme W. W. Coven. 
Il commence son parcours scolaire auprès du collège des Jésuites de Québec, puis entame des études en droit à l'Université McGill de Montréal. Il obtient son baccalauréat universitaire en droit en 1878 puis est admis au Barreau du Québec en 1879.

## Carrière professionnelle
Henry John Kavanagh est resté un avocat discret au fil de sa carrière - il n'a jamais accédé à la haute magistrature et très peu de détails sont connus de sa vie privée. 
Les apparences les plus soutenues d'Henry John Kavanagh se retrouvent dans la Gazette officielle du Québec. En 1880 et 1881, par exemple, il est présent à la Cour supérieure du Québec et représente des citoyens en situation de faillite,. En 1885, Henry John Kavanagh agit en tant que réviseur électoral lors d'une élection.
En octobre 1890, Henry John Kavanagh est employé au sein d'un cabinet d'avocats qu'il a cofondé, la société Judah, Branchaud & Kavanagh, en partenariat avec entre autres Frederick Thomas Judah. La société perdure au moins jusqu'en octobre 1900, dernière date où le trio d'avocats apparaît dans un quotidien. Entre-temps, Henry John Kavanagh est créé conseiller de la reine en 1893.  
Quelques années plus tard, en 1906, Henry John Kavanagh est à nouveau le cofondateur d'un cabinet d'avocats, cette fois la société Kavanagh, Lajoie & Lacoste, en partenariat avec Henri Gérin-Lajoie et Paul Lacoste. C'est véritablement au sein de cette firme d'avocats que Kavanagh s'est distingué sur la scène du droit montréalais. La société restera active jusqu'en 1928, date à laquelle elle s'est naturellement dissoute. 
Au début des années 1910, Henry John Kavanagh publie un article dans le Catholic Register de Toronto où il dénonce les lois restreignant le français en Ontario tout en louangeant l'apport des Canadiens français en ce qui à trait à la propagation du catholicisme au sein de la même province, historiquement davantage de foi protestante. 
En mai 1917, Henry John Kavanagh est élu par ses pairs à titre de bâtonnier du Barreau de Montréal. La même année, toujours en mai, Henry John Kavanagh est également élu bâtonnier du Québec pour le bâtonnat de 1917-1918.

## Vie privée et décès
Henry John Kavanagh est décédé à Montréal le 17 septembre 1929, des suites d'une maladie qu'il traînait avec lui depuis plusieurs mois,. Il s’était retiré de la vie publique vers la fin des années 20,.

## Hommages et distinctions

### Titre honorifique
- Conseiller de la reine

### Titre de civilité
- Monsieur le bâtonnier[12]

## Ouvrages
- Henry John Kavanagh, Civil Code of Lower Canada [electronic resource] : with the amendments effected by the imperial, federal and provincial legislation, up to and including the first session of the ninth legislature of the province of Quebec, 61 Victoria 1898 : also the Federal Bills of Exchange Act 1890, as amended up to and including the Dominion Act, 60-61 Victoria 1897, John Lovell & Son, Montréal, 1898, 643 pages[14].
- Henry John Kavanagh, Civil Code  of Lower Canada with the Amendment Effected by Imperial, Federal and Provincial Legislation, up to and Including the Fourth Session of the Twelfth Legislature of the Province of Quebec, 2 George V, 1912, also The Federal Bills of Exchange Act  as Amended up to and Including the Third Session of the Eleventh Parliament, 2 George V, 1911, Montréal, John Lovell & Son, 1912[15].

#### Droit
- Avocat, Juriste
- Droit au Québec, Droit civil
- Histoire du droit au Québec, XIXe siècle en droit au Québec, XXe siècle en droit au Québec
- Système judiciaire du Québec, Loi du Québec
- Barreau du Québec, Bâtonnier du Québec
- Barreau de Montréal, Districts judiciaires du Québec
- Code civil du Bas-Canada, Code criminel du Canada